# Miodrag Bulatović
Pour les articles homonymes, voir Bulatović.
Œuvres principales
- Le Coq rouge (1959)
- Le Héros à dos d'âne (1967)

Miodrag Bulatović (en serbe cyrillique : Миодраг Булатовић), né le 20 février 1930 à Okladi et mort le 15 mars 1991 à Igalo, est un romancier, nouvelliste et dramaturge yougoslave d'expression serbe.

## Biographie
Miodrag Bulatović est né dans le petit village d'Okladi près de Bijelo Polje, une ville alors située dans la banovine de Zeta, une province du royaume de Yougoslavie, aujourd'hui située au Montenegro. Il a effectué la fin de ses études secondaires à Kruševac en 1950, puis a suivi des cours de psychologie et de littérature à l'université de Belgrade.
Il commence sa carrière littéraire en 1956, en publiant un recueil de nouvelles, Arrête-toi, Danube (Djavoli dolaze ; littéralement : Les diables arrivent), pour lequel il reçoit le prix de l'Union des écrivains de Serbie. Son roman le plus célèbre, traduit dans plus de vingt langues, est Le Coq rouge (Crveni petao leti prema nebu), paru en 1959, dont le décor est situé dans son Monténégro natal. La publication et le succès de ce livre inaugurent une pause dans l'écriture de Bulatović.  Son roman suivant, intitulé Le Héros à dos d’âne (Heroj na magarcu), est d'abord publié à l'étranger, puis en Yougoslavie en 1967. 
En 1975, Miodrag Bulatović reçoit le prix NIN du roman de l'année pour Ljudi sa četiri prsta (littéralement : Les gens à quatre doigts), une œuvre qui explore le monde des émigrés yougoslaves ; Peti prst  (littéralement : Le cinquième doigt) est une suite de cet ouvrages.
Son dernier roman, Gullo gullo, paru en 1981, reprend les thèmes de ses livres précédents.
Miodrag Bulatović est mort à Igalo, près d'Herceg Novi, sur les rives des bouches de Kotor.

## Œuvres

### Romans
- Vuk i zvono, 1958 Le Loup et la Cloche, traduit par Janine Matillon, Paris, Éditions du Seuil, 1964
- Crveni petao leti prema nebu, 1959 Le Coq rouge, traduit par Édouard Bœglin[1], Paris, Éditions du Seuil, 1963 ; réédition, Paris, Éditions Points, coll. « Signatures » no 4139, 2015  (ISBN 978-2-7578-5343-6)
- Heroj na magarcu (littéralement : Le héros sur un âne), 1967 Le Héros à dos d’âne, traduit par Claude Bailly, Paris, Éditions du Seuil, 1965
- Rat je bio bolji (littéralement : La guerre était meilleure), 1968
- Ljudi sa četiri prsta  (littéralement : Les gens à quatre doigts), 1975
- Peti prst (littéralement : Le cinquième doigt), 1977
- Gullo gullo, 1981 Gullo Gullo, traduit par Jean Descat, Paris, Éditions Belfond, coll. « Littératures étrangères », 1985  (ISBN 978-2-7144-1812-8)

### Recueil de nouvelles
- Djavoli dolaze (littéralement : Les diables arrivent), 1956 Arrête-toi, Danube, traduit par Claude Bailly, Paris, Éditions du Seuil, 1969 (ASIN B0014Y0US8)

### Théâtre
- Godo je došao (littéralement : Godot est arrivé ), 1966 Il est arrivé. Variations sur un très vieux thème, traduit par Claude Bailly, Paris, Éditions du Seuil, 1967

### Articles de presses
- Ljubavnik smrti (littéralement : L'amant de la mort), un recueil d'articles parus dans le journal Politika, 1990

### Traduction d'une nouvelle isolée en français
- Conte sur le bonheur et le malheur, traduit par Alain Cappon, in :  Milivoj Srebro, Anthologie de la nouvelle serbe, Larbey, Gaïa éditions, 2003  (ISBN 2-84720-018-5), (SUDOC 074534963)